# Xysticus clerckii
Xysticus clerckii is een spinnensoort uit de familie van de krabspinnen (Thomisidae).
De wetenschappelijke naam van de soort werd in 1826 als Thomisus clerckii gepubliceerd door Jean Victor Audouin.